# Roberto Soldado
Roberto Soldado Rillo, né le 27 mai 1985 à Valence (Espagne), est un footballeur international espagnol évoluant au poste d'avant-centre.

## Biographie

### Real Madrid
Formé au Real Madrid, il fait ses premiers pas en Coupe du Roi avec l'équipe première du Real face à Tenerife lors de la saison 2004-2005. Le 28 septembre 2005, il joue ses premières minutes en Ligue des champions face à l'Olympiakos et marque le but victorieux de la tête (2-1), le premier de sa carrière. Le 29 octobre 2005, Soldado réalise son premier match en championnat face au Valence CF. Il marquera son premier but en Liga le 18 décembre face à l'Osasuna Pampelune. 
Au mercato d'été 2006, il est prêté à l'Osasuna Pampelune.
À la fin de la saison, soit lors de l'été 2007, le joueur retourne au Real Madrid. Il porte le numéro neuf au sein de l'effectif madrilène durant la saison 2007-2008.
Malheureusement très peu utilisé par le club Merengue, il est transféré dans l'autre club de la capitale, le Getafe CF.

### Getafe
En juillet 2008, Soldado signe un contrat de quatre ans en faveur de Getafe. Ce transfert rapporte au Real la somme de cinq millions d'euros.
Après d'excellentes prestations lors de ses saisons passées au sein de Getafe, il signe au Valence CF pour les quatre prochaines saisons pour un montant du transfert avoisinant les dix millions d'euros. Au club Ché, il aura la très lourde tâche de succéder au goleador David Villa.

### Valence CF
Annoncé comme le nouveau goleador Che, Roberto Soldado a la lourde tâche de succéder à l'ancienne star du Valence CF, David Villa. Il dit pouvoir faire mieux que ce qu'il a réalisé à Getafe et rapidement, sa détermination fait de lui l'une des pièces maîtresses de la formation d'Unai Emery et est nommé second capitaine derrière David Albelda après une première saison très prometteuse (24 buts en 42 matchs). Il confirme ensuite lors du début de saison 2010-2012 et permet au club Ché de rivaliser un peu plus avec les deux cadors Européens, le FC Barcelone et le Real Madrid. Son association offensive avec Jordi Alba et Éver Banega, fait rapidement oublier les départs des champions du monde 2010 Juan Mata, David Silva, David Villa et Raul Albiol bien remplacé par Adil Rami au sein de la défense centrale Murciélagos. 
À la suite de très bonnes prestations au sein du club Che, il devient très courtisé, notamment par le Paris SG, mais revendique son envie de rester au club et de gagner un titre avec ce dernier. Lors de la rencontre de Ligue des Champions à Mestalla face à Genk, grâce à son hat-trick pour une victoire fleuve de 7-0, Soldado devient le nouveau meilleur buteur de Valence en Ligue des Champions avec 11 buts, et dépasse ainsi l'ancien détenteur du record Juan Sánchez et ses neuf réalisations. Sa montée en puissance fait de lui l'un des chouchou du public de Mestalla, et du football espagnol.
Le natif de Valence termine la saison avec 17 réalisations en 33 matchs, terminant ainsi meilleur buteur du club ché. Sa saison ne laisse personne indifférent, notamment le PSG qui se fait le plus pressant pour recruter le nouveau goleador espagnol. Soldado se dit intéressé par le club de la capitale, mais restera à Valence si le club l'ordonnait. Il prolonge, le 16 juin 2012, un contrat de 5 années supplémentaires et avouant qu'il rêverait de terminer sa carrière dans son club de cœur, le FC Valence.
Le 18 septembre 2012, à l'occasion du match d'ouverture de Ligue de Champions face au Bayern, il dispute son 100e match avec Valence. Le 23 octobre, Soldado marque un triplé face au BATE Borisov, puis, le 7 novembre, lors du match retour de groupes, il joue et marque face à la même équipe malgré le décès de son grand-père quelques heures avant et dédie son but à ce dernier. Le 21 décembre 2012, il entre dans l'histoire du Valence CF en inscrivant son 44e but en Liga BBVA face à son ancien club, le Getafe CF, faisant ainsi partie des 20 meilleurs buteurs du club de Mestalla en championnat espagnol. Buteur à maintes reprises en championnat, Soldado est cependant impuissant lors de l'élimination de son club par le Real Madrid en Coupe du Roi et en huitièmes de finale de Ligue des Champions face au Paris Saint-Germain.
Dans une interview accordée à EFE, l'attaquant espagnol a rendu hommage à David Albelda qui quittera Valence à la fin de la saison après 15 ans de bons et loyaux services. : « David est une légende vivante de ce club, un des plus grands. Il a gagné des titres nationaux et internationaux avec Valence. C’est un exemple à suivre. Moi qui suis valencian, c’est une énorme fierté d’être l’un des capitaines de ce club. J’espère pouvoir porter ce brassard encore longtemps et connaître le même succès que David ici. » L'attaquant che postulera donc au port du brassard la saison suivante tout comme Ricardo Costa et Vicente Guaita.
Le samedi 14 avril 2013, à l'occasion du match nul 3 partout contre l'Espanyol de Barcelone, il dispute son 200e match de liga. Il inscrit par ailleurs le 3e but de son équipe et son 50e en 94 matchs de Liga avec le Valence CF, là où l'ancien buteur ché David Villa a eu besoin de 9 matchs de plus pour le même nombre de buts.
En 2012-2013, il réalise sa meilleure saison en finissant meilleur buteur du club (24 buts).

### Tottenham Hotspur
Le 1er août 2013, Roberto Soldado est recruté par Tottenham Hotspur pour 30 millions d'euros. Il touche alors 4 millions d'euros par an.

### Villarreal
Le 14 août 2015, il s'engage pour trois ans avec Villarreal pour environ 10 millions d'euros.
Soldado inscrit son premier but dès son premier match contre le Betis Séville, lors de la première journée de Liga (1-1) puis récidive durant la seconde journée contre l'Espanyol. En décembre, il marque l'unique but d'un succès contre le Real Madrid.
En août 2016, il se blesse gravement au ligament croisé antérieur du genou droit et devrait être indisponible plusieurs mois.

### Fenerbahçe
Le 11 août 2017, Soldado rejoint le club turc du Fenerbahçe SK.
Le 19 novembre 2017, Soldado ouvre son compteur avec Fenerbahçe en réalisant un triplé contre le Sivasspor.

### Grenade CF
Le 15 juillet 2019, Soldado signe au Grenade CF.
Soldado dispute son premier match le 17 août 2019 contre son ancien club du Villarreal CF et marque un but puis délivre une passe décisive durant un nul 4-4. Il devient ainsi le premier joueur de l'histoire de la Liga à inscrire au moins un but pour six clubs différents.

### En sélection

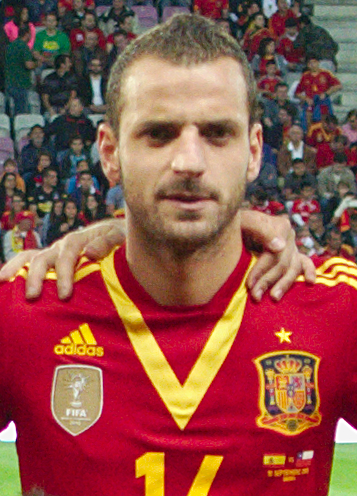
Soldado en sélection espagnole (2013).

Soldado honore sa première sélection avec l'équipe d'Espagne le 2 juin 2007 à Riga lors d'un match amical face à l'Estonie. 
Par la suite, trop souvent oublié par le sélectionneur espagnol Vicente del Bosque, Roberto Soldado déclare officiellement son envie de jouer pour la Roja. À la suite de la grave blessure de David Villa, absent pour l'Euro 2012, et la méforme de Fernando Torres, l'international espagnol (2 sélections), sollicite l’intérêt du sélectionneur à la suite de ses très bonnes prestations avec Valence. 
Plus sélectionné depuis le 2 juin 2007, et avec seulement deux sélections au compteur, Roberto est finalement appelé le 24 février 2012 par Vicente del Bosque à la place de Fernando Torres, écarté et David Villa, blessé. Entré en jeux à la mi-temps, il marque son premier but en sélection 4 minutes plus tard, en amical à Malaga, face au Venezuela le 29 février 2012 d'une magnifique action collective entre David Silva, Santi Cazorla et lui-même au départ de l'action, avant d'ajuster le gardien. À peine 3 minutes plus tard, il inscrit son premier doublé. Il obtiendra même un penalty (concédé par Fernando Amorebieta) qu'il ratera (parade du gardien Dani Hernández). Mais il se rattrape 20 minutes plus tard, en marquant un triplé, à la suite d'un très beau service de son coéquipier à Valence, Jordi Alba, auteur d'un petit pont avant de délivrer la passe décisive.
Le 15 mai 2012, il est sélectionné avec son coéquipier Jordi Alba dans la pré-liste de l'Euro 2012. Le 27 mai 2012, il n'est finalement pas sélectionné dans la liste officiel pour l'euro, le sélectionneur ayant préféré Álvaro Negredo. Il participe aux deux matchs amicaux de préparation pour l'euro et délivre une passe décisive pour celui qui l'a écarté de la liste définitive, Álvaro Negredo. On parle d'un manque de confiance du sélectionneur envers le meilleur buteur espagnol (saison 2011-2012) depuis sa formation au Real Madrid, où Del Bosque, alors entraîneur de la catégorie jeune du club de la capitale, l'avait sous son aile. Un manque de confiance qui se fait ressentir encore aujourd'hui.
Lors des éliminatoires de la Coupe du monde de football 2014, le Valencien entre en jeu face à la Géorgie et marque le but de la victoire (1-0). 
Soldado est retenu pour la Coupe des confédérations 2013 par Vicente del Bosque. Il est titulaire et buteur lors du premier match face à l'Uruguay (2-1).

### Hors football
Né à Valence, Soldado a grandi deux ans dans la ville d'Algarinejo en Andalousie avant que sa famille ne revienne vivre dans sa ville natale. De confession catholique, il est marié à Rocío Ramírez Millán, avec qui il a eu deux enfants, Daniela en 2008, puis Enzo en 2011.
Lors de l'été 2012, il signe un contrat avec EA Sports, et partage ainsi la vedette avec Lionel Messi sur la jaquette officiel du jeu FIFA 13 en Espagne.

## Statistiques

### Générales
Ce tableau présente les statistiques de Roberto Soldado, :
| Saison                | Club                  | Championnat           | Championnat | Championnat | Championnat | Coupe nationale | Coupe nationale | Coupe nationale | Coupe de la Ligue | Coupe de la Ligue | Coupe de la Ligue | Compétition(s) continentale(s) | Compétition(s) continentale(s) | Compétition(s) continentale(s) | Compétition(s) continentale(s) | Espagne | Espagne | Espagne | Total | Total | Total |
| Saison                | Club                  | Division              | M.          | B.          | P.d.        | M.              | B.              | P.d.            | M.                | B.                | P.d.              | Comp.                          | M.                             | B.                             | P.d.                           | M.      | B.      | P.d.    | M.    | B.    | P.d.  |
| 2002-2003             | Real Madrid Castilla  | D3                    | 26          | 7           | -           | -               | -               | -               | -                 | -                 | -                 | -                              | -                              | -                              | -                              | -       | -       | -       | 26    | 7     | 0     |
| 2003-2004             | Real Madrid Castilla  | D3                    | 31          | 16          | -           | -               | -               | -               | -                 | -                 | -                 | -                              | -                              | -                              | -                              | -       | -       | -       | 31    | 16    | 0     |
| 2004-2005             | Real Madrid Castilla  | D3                    | 34          | 21          | -           | -               | -               | -               | -                 | -                 | -                 | -                              | -                              | -                              | -                              | -       | -       | -       | 34    | 21    | 0     |
| 2005-2006             | Real Madrid Castilla  | D2                    | 29          | 19          | 4           | -               | -               | -               | -                 | -                 | -                 | -                              | -                              | -                              | -                              | -       | -       | -       | 29    | 19    | 4     |
| Sous-total            | Sous-total            | Sous-total            | 120         | 63          | 4           | -               | -               | -               | -                 | -                 | -                 | -                              | -                              | -                              | -                              | -       | -       | -       | 120   | 63    | 4     |
| 2004-2005             | Real Madrid           | Liga                  | -           | -           | -           | 2               | 0               | 0               | -                 | -                 | -                 | -                              | -                              | -                              | -                              | -       | -       | -       | 2     | 0     | 0     |
| 2005-2006             | Real Madrid           | Liga                  | 11          | 2           | 0           | 4               | 1               | 0               | -                 | -                 | -                 | C1                             | 2                              | 1                              | 0                              | -       | -       | -       | 17    | 4     | 0     |
| 2007-2008             | Real Madrid           | Liga                  | 5           | 0           | 0           | 2               | 0               | 0               | -                 | -                 | -                 | C1                             | 1                              | 0                              | 0                              | -       | -       | -       | 8     | 0     | 0     |
| Sous-total            | Sous-total            | Sous-total            | 16          | 2           | 0           | 8               | 1               | 0               | -                 | -                 | -                 | -                              | 3                              | 1                              | 0                              | -       | -       | -       | 27    | 4     | 0     |
| 2006-2007             | CA Osasuna (prêt)     | Liga                  | 30          | 11          | 3           | 3               | 1               | 0               | -                 | -                 | -                 | C1+C3                          | 2+9                            | 0+1                            | 0+1                            | 2       | 0       | 1       | 46    | 13    | 5     |
| Sous-total            | Sous-total            | Sous-total            | 30          | 11          | 3           | 3               | 1               | 0               | -                 | -                 | -                 | -                              | 11                             | 1                              | 1                              | 2       | 0       | 1       | 46    | 13    | 5     |
| 2008-2009             | Getafe CF             | Liga                  | 34          | 13          | 1           | -               | -               | -               | -                 | -                 | -                 | -                              | -                              | -                              | -                              | -       | -       | -       | 34    | 13    | 1     |
| 2009-2010             | Getafe CF             | Liga                  | 26          | 16          | 3           | 6               | 4               | 1               | -                 | -                 | -                 | -                              | -                              | -                              | -                              | -       | -       | -       | 32    | 20    | 4     |
| Sous-total            | Sous-total            | Sous-total            | 60          | 29          | 4           | 6               | 4               | 1               | -                 | -                 | -                 | -                              | -                              | -                              | -                              | -       | -       | -       | 66    | 33    | 5     |
| 2010-2011             | Valence CF            | Liga                  | 34          | 18          | 3           | 3               | 1               | 0               | -                 | -                 | -                 | C1                             | 7                              | 6                              | 1                              | -       | -       | -       | 44    | 25    | 4     |
| 2011-2012             | Valence CF            | Liga                  | 32          | 17          | 3           | 6               | 3               | 0               | -                 | -                 | -                 | C1+C3                          | 6+7                            | 5+2                            | 1+2                            | 3       | 3       | 0       | 54    | 30    | 6     |
| 2012-2013             | Valence CF            | Liga                  | 35          | 24          | 4           | 4               | 2               | 0               | -                 | -                 | -                 | C1                             | 7                              | 4                              | 1                              | 6       | 3       | 0       | 52    | 33    | 5     |
| Sous-total            | Sous-total            | Sous-total            | 101         | 59          | 10          | 13              | 6               | 0               | -                 | -                 | -                 | -                              | 27                             | 17                             | 5                              | 9       | 6       | 0       | 150   | 88    | 15    |
| 2013-2014             | Tottenham Hotspur     | PL                    | 28          | 6           | 5           | 1               | 0               | 0               | -                 | -                 | -                 | C3                             | 7                              | 5                              | 0                              | 1       | 1       | 0       | 37    | 12    | 5     |
| 2014-2015             | Tottenham Hotspur     | PL                    | 24          | 1           | 1           | 3               | 0               | 3               | 5                 | 2                 | 1                 | C3                             | 8                              | 2                              | 1                              | -       | -       | -       | 40    | 5     | 6     |
| Sous-total            | Sous-total            | Sous-total            | 52          | 7           | 6           | 4               | 0               | 3               | 5                 | 2                 | 1                 | -                              | 15                             | 7                              | 1                              | 1       | 1       | 0       | 77    | 17    | 11    |
| 2015-2016             | Villarreal CF         | Liga                  | 28          | 5           | 10          | 3               | 1               | 0               | -                 | -                 | -                 | C3                             | 13                             | 2                              | 3                              | -       | -       | -       | 44    | 8     | 13    |
| 2016-2017             | Villarreal CF         | Liga                  | 10          | 4           | 3           | 0               | 0               | 0               | -                 | -                 | -                 | C3                             | 1                              | 0                              | 0                              | -       | -       | -       | 11    | 4     | 3     |
| Sous-total            | Sous-total            | Sous-total            | 38          | 9           | 13          | 3               | 1               | 0               | -                 | -                 | -                 | -                              | 14                             | 2                              | 3                              | -       | -       | -       | 55    | 12    | 16    |
| 2017-2018             | Fenerbahçe            | D1                    | 26          | 9           | 4           | 6               | 3               | 0               | -                 | -                 | -                 | C3                             | 2                              | 0                              | 0                              | -       | -       | -       | 34    | 12    | 4     |
| 2018-2019             | Fenerbahçe            | D1                    | 21          | 6           | 4           | 2               | 1               | 1               | -                 | -                 | -                 | C1                             | 2                              | 0                              | 0                              | -       | -       | -       | 25    | 7     | 5     |
| Sous-total            | Sous-total            | Sous-total            | 47          | 15          | 8           | 8               | 4               | 1               | -                 | -                 | -                 | -                              | 4                              | 0                              | 0                              | -       | -       | -       | 59    | 19    | 9     |
| 2019-2020             | Grenade CF            | Liga                  | 33          | 7           | 4           | 6               | 4               | 2               | -                 | -                 | -                 | -                              | -                              | -                              | -                              | -       | -       | -       | 39    | 11    | 6     |
| 2020-2021             | Grenade CF            | Liga                  | 29          | 9           | 0           | 3               | 2               | 1               | -                 | -                 | -                 | C3                             | 11                             | 3                              | 1                              | -       | -       | -       | 43    | 14    | 2     |
| Sous-total            | Sous-total            | Sous-total            | 62          | 16          | 4           | 9               | 6               | 3               | -                 | -                 | -                 | -                              | 11                             | 3                              | 1                              | -       | -       | -       | 82    | 25    | 8     |
| 2021-2022             | Levante UD            | Liga                  | 18          | 3           | 2           | 2               | 3               | 0               | -                 | -                 | -                 | -                              | -                              | -                              | -                              | -       | -       | -       | 20    | 6     | 2     |
| Sous-total            | Sous-total            | Sous-total            | 18          | 3           | 2           | 2               | 3               | 0               | -                 | -                 | -                 | -                              | -                              | -                              | -                              | -       | -       | -       | 20    | 6     | 2     |
| Total sur la carrière | Total sur la carrière | Total sur la carrière | 544         | 215         | 54          | 56              | 26              | 8               | 5                 | 2                 | 1                 | -                              | 85                             | 31                             | 11                             | 12      | 7       | 1       | 702   | 281   | 75    |

### Buts internationaux
| 0   | Date              | Lieu                                      | Compétition                                      | Résultat | Adversaire           | Détail | Détail         | Détail | Sél. |
| --- | ----------------- | ----------------------------------------- | ------------------------------------------------ | -------- | -------------------- | ------ | -------------- | ------ | ---- |
| 1er | 29 février 2012   | Stade de La Rosaleda, Malaga, Espagne     | Match amical                                     | V 5-0    | Venezuela            | 49e    | du pied droit  | 3-0    | 3e   |
| 2e  | 29 février 2012   | Stade de La Rosaleda, Malaga, Espagne     | Match amical                                     | V 5-0    | Venezuela            | 54e    | du pied gauche | 4-0    | 3e   |
| 3e  | 29 février 2012   | Stade de La Rosaleda, Malaga, Espagne     | Match amical                                     | V 5-0    | Venezuela            | 84e    | du pied droit  | 5-0    | 3e   |
| 4e  | 11 septembre 2012 | Stade Boris-Paichadze, Tbilissi, Géorgie  | Éliminatoires Coupe du monde 2014                | V 0-1    | Géorgie              | 86e    | du pied droit  | 0-1    | 6e   |
| 5e  | 11 juin 2013      | Yankee Stadium, New York, États-Unis      | Match amical                                     | V 2-0    | République d'Irlande | 68e    | du pied droit  | 1-0    | 9e   |
| 6e  | 16 juin 2013      | Itaipava Arena Pernambuco, Recife, Brésil | Premier tour de la Coupe des confédérations 2013 | V 2-1    | Uruguay              | 32e    | du pied droit  | 2-0    | 10e  |
| 7e  | 10 septembre 2013 | Stade de Genève, Lancy, Suisse            | Match amical                                     | N 2-2    | Chili                | 38e    | de la tête     | 1-1    | 12e  |

## Palmarès
Real Madrid :
- Champion d'Espagne en 2008

 Tottenham Hotspur
- Finaliste de la Coupe de la Ligue anglaise : 2015

 Équipe d'Espagne :
- Vainqueur du Championnat d'Europe -19 ans 2004 avec la sélection espagnole